# Selenophanes ditatus
Selenophanes ditatus är en fjärilsart som beskrevs av Otto Thieme 1902. Selenophanes ditatus ingår i släktet Selenophanes och familjen praktfjärilar. Inga underarter finns listade i Catalogue of Life.